# Melchior Grodziecki
Melchior Grodziecki (Cieszyn 1584 - Košice 7 september 1619) was een Poolse jezuïet, legeraalmoezenier en missionaris te velde. Hij werd gemarteld en nadien onthoofd wegens zijn steun aan de katholieke minderheid van Košice.
Paus Johannes Paulus II verklaarde hem in 1995 heilig. In de liturgische kalender wordt hij samen met Stephan Pongrácz en Marko Krizin op 7 september herdacht.

## Biographie

### Vorming en wijding
Melchior Grodziecki was een telg van een invloedrijke familie  uit Cieszyn. Zijn verwanten speelden een belangrijke rol in het politieke en religieuze leven van Silezië en Moravië.
Grodziecki  had zijn middelbare studies gedaan in het jezuïetencollege van Wenen waar hij vanaf 1602 deel uitmaakte van de "Broederschap van Maria". Door dit lidmaatschap beleefde hij, naar eigen zeggen, "een grote vreugde". Op 22 mei 1603 trad hij in, bij de Sociëteit van Jezus en deed zijn noviciaat in Brno (Moravië). Daar ontwikkelde hij een  vriendschap met degene die later zijn compagnon in de dood zou worden, met name: 
Stephan Pongrácz.
In 1605, toen zijn noviciaat beëindigd was, begon de jonge Grodziecki les te geven in Brno evenals in Kłodzko (Polen). Gelijktijdig studeerde hij nog rhetorica in České Budějovice (Zuid-Bohemen). Daarna onderwees hij opnieuw in Kłodzko (1608-1609) waar hij onder meer kennis verwierf in de kunst van de muziek. Vervolgens ging hij in het Sint-Clemenscollege te Praag -ter voorbereiding van het priesterschap- aan de slag met de studie van filosofie (1609-1611) en theologie (1612-1614).
Na zijn priesterwijding in 1614, begon hij zijn prediking (in het Tsjechisch) en gedurende enige tijd was hij actief in Kopanina.
In 1616 belastte zijn overste hem met de taak van studieprefect in een kostschool voor minder begoede kinderen (onderdeel van het Sint-Clemenscollege). Met zijn leerlingen vormde hij een koor en orkest. Na zijn afscheid liet hij in het college een reputie na, van een goede, geduldige en bekwame leraar die van zijn leerlingen hield.
Toen in 1618 en 1619 de jezuïeten uit  Bohemen en Moravië verbannen werden, stuurde men hem naar Humenné alwaar hij op 26 juni 1619 zijn grote gelofte als jezuïet aflegde. Korte tijd nadien werd hij legeraalmoezenier bij de Poolse soldaten in de stad Košice.

### Overlijden
In augustus 1619 stond prins Gabriël Bethlen van Transsylvanië met zijn troepen voor de poorten van Debrecen. De eerste die hem kwam begroeten en hem zijn trouw kwam betuigen, was de machthebber : George I Rákóczi. Pas daarna betrad Bethlen het grondgebied van de stad.
Het stadsbestuur, gedomineerd door calvinisten, aanvaardde de capitulatie. De katholieke Poolse soldaten, aanwezig in dienst van Keizer Ferdinand II, verzetten zich en brachten oproer teweeg. Onder het voorwendsel deze opstand te bestrijden, beging het calvinistische leger (onder het bevel van Bethlen) veelvuldig gewelddaden tegen de katholieke bevolking van Košice.
Melchior Grodziecki die tijdens de onlusten niet in de stad was, spoedde zich -samen met zijn gezellen Stephan Pongrácz en de Kroatische priester Marko Krizin- naar Košice, om er bijstand te verlenen aan zijn geloofsgenoten.
De drie geestelijken werden echter op 3 september 1619 aangehouden, vervolgens uitgehongerd en ten slotte gemarteld. Men ondernam vruchteloze pogingen om hen te doen verzaken aan de zogenaamde "godsdienst der tirannen" (het katholieke geloof van de Habsburgers). Enkele dagen later, op 7 september 1619, werden Grodziecki et Krizin onthoofd. Pongrácz werd van onthoofding gespaard en overleefde de foltering een twintigtal uren. Hij stierf daags nadien, op 8 september.

## Verering en heiligverklaring
Zelfs de protestanten van Košice waren ontdaan : de drie priesters die allen gekend waren om hun minzaam karakter verdienden dergelijke barbaarse behandeling niet. Als een lopend vuurtje verspreidde het nieuws van hun martelaarschap zich over het land. Aanvankelijk weigerde prins Bethlen een begrafenis in heilige grond, maar na verloop van tijd gaf hij noodgedwongen gevolg aan talrijke vragen, en gedoogde hij een waardige begrafenis voor de overledenen.
Kardinaal Péter Pázmány die enkele jaren voordien Marko Krizin had priester gewijd, leidde het proces van zaligverklaring in. Dit had tot gevolg dat een officiële petitie werd ingediend bij paus Urbanus VIII, met de vraag om de publieke verering van de martelaren toe te staan. Op 1 november 1904 werden Melchior Grodziecki en zijn gezellen door paus Pius X zalig verklaard. Hun relieken worden bewaard in de Kathedraal van Košice.
Tijdens zijn bezoek aan Košice op 2 juli 1995 verklaarde paus Johannes Paulus II de drie martelaren heilig. De liturgische herdenking vindt jaarlijks plaats op 7 september.